# Yozgat
Pour le département, voir Yozgat (province).
Yozgat est une ville de Turquie, préfecture de la province du même nom.

## Démographie
| 1990   | 1997   | 2000   | 2007   | 2009   | 2021    | 2022    |
| ------ | ------ | ------ | ------ | ------ | ------- | ------- |
| 50 335 | 58 399 | 73 930 | 72 183 | 99 865 | 350 000 | 410 000 |

## Histoire
Sous l'Empire ottoman, Yozgat (Bozok), chef-lieu d'un sandjak, fait partie de l'eyalet d'Ankara, devenu en 1867 le vilayet d'Ankara.
La mosquée Çapanoglu (en), principal monument de la ville, a été élevée en 1779 par Çapanoglu Ahmed Pacha et achevée en 1794-1795 par son frère Süleyman.

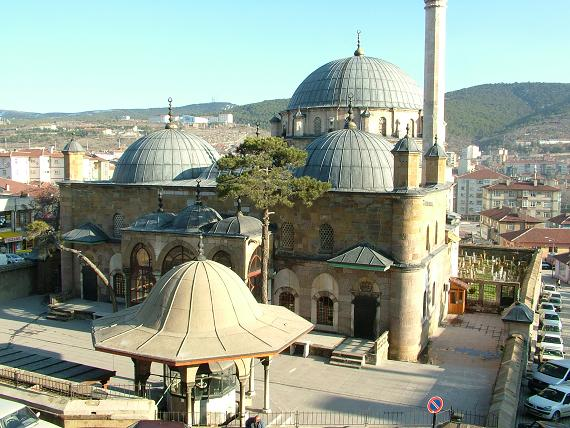
La mosquée Çapanoglu en 2014.

L'importante famille féodale des Çapanoglu a dominé la région jusqu'à la guerre d'indépendance turque, où elle s'est opposée aux kémalistes.

## Personnalités
- Cemil Çiçek (1946-), ancien vice-Premier ministre, actuel président du Parlement, est né à Yozgat, ville dont il fut maire de 1984 à 1988.
- Mevlut Erdinç (1987-),footballeur professionnel passé par le Paris Saint Germain est originaire de Yozgat